# フリジア語

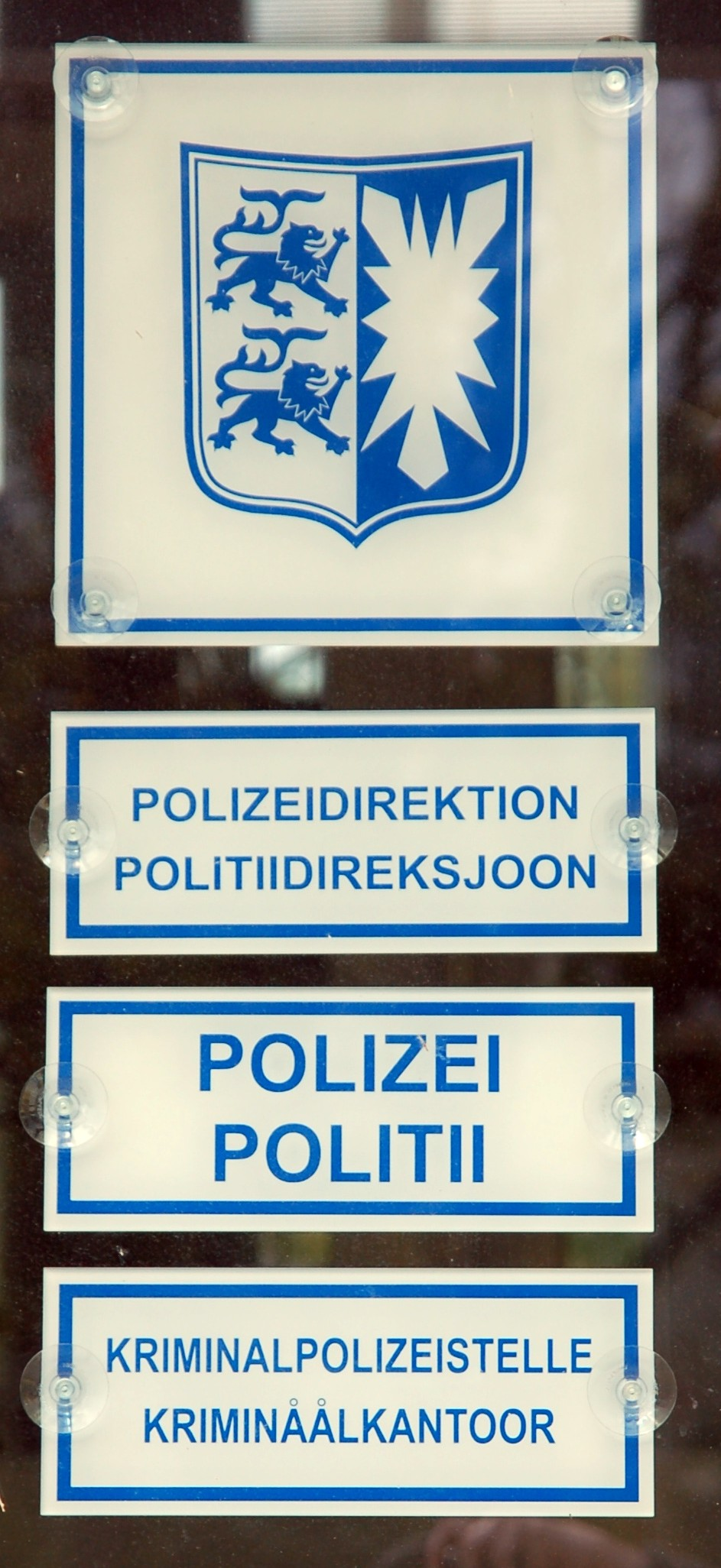
ドイツ語と北フリジア語の2言語併記による案内。それぞれ上がドイツ語、下が北フリジア語。（ドイツ、シュレースヴィヒ＝ホルシュタイン州フーズムの警察署）

フリジア語（フリジアご、Frysk、東フリジア語: Fräiske、オランダ語: Fries、ドイツ語: Friesisch、英語: Frisian）は、オランダのフリースラント州周辺およびドイツの北海沿岸にまたがるフリースラントで用いられる言語である。インド・ヨーロッパ語族ゲルマン語派の西ゲルマン語群アングロ・フリジア語群に属する。フリース語、フリスク語、フリースラント語、フリースランド語 とも呼ばれる。

## 概要
英語と共にアングロ・フリジア語群に属す言語だが、英語とフリジア語の意思疎通は不可能である。中英語から分離したスコットランド語を除けば、現在使われている言語の中では、英語と共通点を持ち、「最も英語に近い言語」とされる。
単語には古英語とアングロ・サクソン人の言語古フリジア語の面影が強く残っているとされる。
言語学的にはオランダ語や低ザクセン語等の低地ドイツ語とは語群以下のレベルで系統が異なるにもかかわらず、長年にわたる接触と交流のために外見上はオランダ語や低地ドイツ語に似てきており、オランダ語の方言のひとつと見なされることも多く、オランダ語・フリジア語が互いに意思疎通が可能だとされている。名前が紛らわしいが、オランダ語の西フリースラント方言や、低地ドイツ語の東フリースラント方言とは別の言語である。

## 時代区分
近隣のゲルマン語派に合わせて次のように区分する例がある。
- 古フリジア語 - 13世紀〜1550年頃
- 中フリジア語 - 1550年頃〜1800年頃
- 新フリジア語 - 1800年頃〜

## 下位分類
フリジア語は、以下の3つの言語（または方言）に分類される。西フリジア語の話者が最も多く、フリジア語といえば西フリジア語のことを指す場合もある。
- フリジア語（フリジア諸語）
  - 東フリジア語 (Saterland Frisian language) - 2,000人
  - 北フリジア語 (North Frisian language) - 5,000～10,000人
  - 西フリジア語 (West Frisian language) - 360,000～700,000人

## 文献・書籍
- 児玉仁士・著 『フリジア語文法―オランダのもう一つの言語』 〈大学書林〉 1992年10月発行 ISBN 4475018056
- 同上 『フリジア語辞典』 〈大学書林〉 2004年5月発行 ISBN 4475001536
- 町田健・監修、清水誠・著（同時収録） 『ニューエクスプレス・スペシャル ヨーロッパのおもしろ言語』 〈白水社〉 2010年7月20日第1刷発行 ISBN 978-4-560-08540-0